# البنك المركزي السعودي
البنك المركزي السعودي والمعروف سابقاً باسم مؤسسة النقد العربي السعودي (المصرف المركزي للمملكة العربية السعودية) أنشئ في 1952. ويُعرف أيضا باسم ساما (SAMA) اختصارا لـ (Saudi Arabian Monetary Authority)، وهو المصرف المركزي للسعودية، وجهاز التنظيم الأكثر جديّة ومهنية في القطاع المصرفي في منطقة الخليج. وأفضل مدير للمخاطر على مستوى البنوك المركزية في العالم للعام 2018 ـ 2019 بحسب لجنة البنوك المركزية. محافظ البنك الحالي هو أيمن السياري الذي عين محافظاً في 2 فبراير 2023.

## تاريخ
عندما أنشئت ساما لم يكن للمملكة أي نظام مالي خاص بها. وكانت العملات الأجنبية تستعمل في التعاملات التجارية بالإضافة إلى العملة السعودية الفضية. لذلك كانت أولى مهام ساما بعد إنشائها استحداث نظام مصرفي واستصدار عملة وطنية ورقية. قامت ساما أيضا بتنمية العمل المصرفي واستصدار نظام للمصارف وتنظيم عملها. في مارس 1961 تم التحول إلى الريال السعودي. في السبعينيات والثمانينيات ركزت ساما على السيطرة على التضخم إذ أن الاقتصاد السعودي نما نموا مطردا.

### نبذة تاريخية
- صدر أول نظام سعودي للنقد في عام 1346 هـ (1928 م) تحت اسم (نظام النقد الحجازي النجدي) وسك بموجبه الريال العربي بحجم ووزن وعيار الريال العثماني المجيدي الفضي الواسع التداول آنذاك ليحل محله اعتباراً من الأول من شهر شعبان عام 1346 هـ. وفي عام 1354 هـ (1935 م) قررت الحكومة سك ريال فضي جديد يحمل اسم المملكة العربية السعودية بحجم ووزن وعيار الروبية الهندية الفضية.

شعار مؤسسة النقد العربي السعودي قبل تحويلها إلى "البنك المركزي السعودي"

- أنشئت مؤسسة النقد العربي السعودي في عهد الملك عبد العزيز بموجب مرسومين ملكيين صدرا بتاريخ 25/7/1371 هـ الموافق 20/4/1952 م الأول برقم 30/4/1/1046 وقضى بإنشاء مؤسسة النقد العربي السعودي وأن تكون مدينة جدة مقراً لها وتفتح لها فروعاً في المدن والأماكن التي تدعو إليها الحاجة. والثاني برقم 30/4/1/1047 باعتماد وثيقة النظام الأساسي لمؤسسة النقد العربي السعودي الملحقة بالمرسوم والأمر بوضعها موضع التنفيذ. وعين في 23/10/1371 هـ (15/7/1952 م) الأستاذ راسم الخالدي نائباً للمحافظ. وفي 14/11/1371 هـ (5/8/1952 م) صدر المرسومان الملكيان رقم 30/4/1/1743 ورقم 30/4/1/1744 بتعيين السيد جورج بلوارز (George A. Blowers) (أمريكي الجنسية) أول محافظ لمؤسسة النقد، والثاني بتشكيل أول مجلس إدارة للمؤسسة. وبدأت مؤسسة النقد العربي السعودي مزاولة عملها في مدينة جدة بتاريخ 14/1/1372 هـ (الموافق 4/10/1952 م).[5]
- في 26/1/1372 هـ (16/10/1952 م) صدر مرسوم ملكي باعتماد جنيه الذهب السعودي عملة رسمية للمملكة. وصدرت أول عملة ذهبية سعودية باسم الملك عبد العزيز في 3/2/1372 هـ (22/10/1952 م).
- افتتحت المؤسسة فرعاً في مكة المكرمة في 10/7/1372 هـ (26/3/1953 م)، وافتتحت فرعاً في المدينة المنورة في15/12/1372 هـ (19/8/1953 م).
- استقال الأستاذ راسم الخالدي من منصبه نائباً المحافظ اعتباراً من 17/9/1373 هـ (20/5/1954 م)، وعين السيد رالف ستاندش (Ralph Standish) نائباً للمحافظ اعتباراً من 10/1/1374 هـ (7/9/1954 م).
- بهدف التيسير على الراغبين في أداء فريضة الحج من عناء حمل عملات معدنية ثقيلة الوزن أصدرت المؤسسة إيصالات الحجاج (الإصدار الأول) من فئة عشرة ريالات في 14/11/1372 هـ (25/7/1953 م)، وفي 15/9/1373 هـ (18/5/1954 م) طُرح الإصدار الثاني من الفئة نفسها، وفي 13/10/1373 هـ (14/6/1954 م) طُرح الإصدار الأول من فئة خمسة ريالات، وفي 23/11/1375 هـ (2/7/1956 م) طُرح الإصدار الأول من فئة ريال واحد.
- صدور مرسوم ملكي في 22/2/1374 هـ (20/10/1954 م) بالموافقة على استقالة المحافظ السيد جورج بلوارز (George A. Blowers) وتعيين السيد رالف ستاندش (Ralph Standish) محافظاً للمؤسسة، وعين في 1/3/1374 هـ (29/10/1954 م) السيد معتوق حسنين نائباً للمحافظ.
- افتتحت المؤسسة فرعاً في الدمام في 10/3/ 1374 هـ (7/11/1954 م)، وفرعاً في الطائف في 8/6/1374 هـ (31/1/1955 م)، وفرعاً في الرياض في 16/6/1374 هـ (8/2/1955 م).
- صدر نظام النقد الثاني ونظام مراقبة النقد في 18/12/1376 هـ (16/7/1957 م).
- أصدرت مؤسسة النقد العربي السعودي عام 1376 هـ أول مسكوكات لها من فئات القرش والقرشين والأربعة قروش.
- نتيجة للازمة النقدية والمالية التي واجهتها المملكة خلال الفترة 1375 هـ - 1377 هـ عدل نظام مؤسسة النقد العربي السعودي حيث صدر المرسوم الملكي رقم 23 وتاريخ 23/5/1377 هـ (الموافق 15/11/1957 م) الذي أكد على استقلالية المؤسسة وأوكل إدارتها لمجلس إدارة يشرف على عملها وأناط به مسؤولية حسن سير الإدارة وكفاية المؤسسة ومنحه كافة الصلاحيات اللازمة والملائمة لتحقيق هذا الغرض.
- صدور نظام النقد الثالث في 23/5/1377 هـ (15/12/1957 م).
- في عام 1377 هـ (1958 م) صدر الجنيه الذهبي السعودي باسم الملك سعود.
- صدر مرسوم ملكي في 26/7/1377 هـ (15/2/1958 م) بتعيين الأستاذ عابد محمد صالح شيخ نائباً للمحافظ، وفي 28/7/1377 هـ (17/2/1958 م) صدرت موافقة الملك سعود على استقالة المحافظ رالف ستاندش (Ralph Standish).
- صدر مرسوم ملكي في 29/2/1378 هـ (14/9/1958 م) بتعيين السيد أنور علي محافظاً لمؤسسة النقد اعتباراً من 12/9/1377 هـ (1/4/1958 م).
- صدر نظام النقد السعودي الرابع (الحالي) في 1/7/1379 هـ (31/12/1959 م) الذي أجاز إصدار العملة الورقية الرسمية المتمتعة بصفة التداول القانوني والإبراء الكامل للديون والمدفوعات الخاصة والعامة، وحصر امتياز طبع وسك وإصدار النقد السعودي في المؤسسة وفرض تغطية كاملة للعملة المصدرة من الذهب والعملات الأجنبية القابلة للتحويل. وادخل النظام العشري للعملة بحيث قسم الريال إلى عشرين قرشاً بدلاً من اثنين وعشرين قرشاً. وأبطل نظام النقد الجديد التعامل بالجنيه السعودي والذهب وإيصالات الحجاج والريالات المعدنية.
- طرحت في 1/1/1381 هـ (14/6/1961 م) أوراق نقدية رسمية من فئة ريال، وخمسة وعشرة وخمسين ومئة ريال.
- صدر في عام 1381 هـ أو تقرير سنوي للمؤسسة عن عام 1380 هـ والنصف الأول من عام 1381 هـ.
- في 4/12/1382 هـ (27/4/1963 م) صدر مرسوم ملكي بتعيين السيد جنيد عبد القادر باجنيد نائباً للمحافظ.
- في عام 1385 هـ إنشأ المعهد المصرفي التابع للمؤسسة ومقره في جده ثم انتقل للرياض عام 1399 هـ.
- صدر نظام مراقبة البنوك بالمرسوم الملكي رقم م/5 وتاريخ 22/2/1386 هـ (11/6/1966 م).
- صدر قرار مجلس الوزراء في 8/1/1392 هـ (23/2/1972 م) بالموافقة على إصدار مسكوكات معدنية.
- صدر مرسوم ملكي في 1/8/1392 هـ (09/9/1972 م) بتعيين الأستاذ خالد القصيبي نائباً للمحافظ.
- في 13/7/1394 هـ (1/8/1984 م) صدر قرار مجلس الوزراء بعدم إصدار سجلات تجارية لمزاولة مهنة الصرافة لتتمكن اللجان المختصة من دراسة وضع الصرافة. وفي 16/2/1402 هـ (12/12/1981 م) صدر قرار وزير المالية بتنظيم أعمال مهنة الصرافة وإسناد مهمة الرقابة والأشراف عليها إلى مؤسسة النقد، وتضمن القرار التوقف كلياً عن إصدار تراخيص جديدة بمزاولة أعمال الصرافة، وأن يقتصر حق مزاولة أعمال الصرافة على من سبق له الحصول على ترخيص بها من مؤسسة النقد أو على سجل تجاري يسمح له بهذه الأعمال. ونظراً لحاجة السوق السعودي إلى محلات صرافة لبيع وشراء العملات الأجنبية وكذلك حاجة الورثة للاستمرار في مزاولة نشاط الصيرفة بعد وفاة والدهم، صدر قرار مجلس الوزراء في 8/1/1430 هـ (5/1/2009 م) بإلغاء الفقرة رقم (1) من قرار مجلس الوزراء الصادر في 13/7/1394 هـ المتضمن عدم إصدار تراخيص جديدة.
- صدر مرسوم ملكي في 12/11/1394 هـ (26/11/1974 م) بتعيين الأستاذ عبد العزيز القريشي محافظاً للمؤسسة أول سعودي يتبوأ هذا المنصب.
- في أواخر عام 1398 هـ انتقل المركز الرئيسي للمؤسسة من جدة إلى الرياض.
- أُحيل الأستاذ خالد القصيبي على التقاعد بموجب مرسوم ملكي صدر في 8/5/1400 هـ (25/3/1980 م). وعين الأستاذ حمد بن سعود السياري نائباً للمحافظ بموجب مرسوم ملكي صدر في اليوم نفسه.
- صدر أمر ملكي في 14/6/1403 هـ (28/3/1983 م) بالموافقة على إعفاء الأستاذ عبد العزيز القريشي من منصبه بناء على طلبه اعتباراً من الأول من رجب 1403 هـ. وصدر مرسوم ملكي في اليوم نفسه بتكليف الأستاذ حمد السياري القيام بأعمال المحافظ إضافة إلى عمله.
- كونت في عام 1405 هـ (1984 م) لجنة وزارية من وزارة المالية والاقتصاد الوطني ووزارة التجارة ومؤسسة النقد العربي السعودي بهدف تنظيم وتطوير سوق الأسهم. وأوكل لمؤسسة النقد العربي السعودي مهمة تشغيل وتنظيم أعمال السوق اليومية. وفي العام نفسه أسست البنوك العاملة في المملكة وبمبادرة من مؤسسة النقد شركة تسجيل الأسهم السعودية بهدف تسوية المعاملات المتعلقة بالأسهم.
- بدء العمل رسمياً بالمبنى الجديد للمركز الرئيسي للمؤسسة بتاريخ 16/12/1405 هـ (1/9/1985 م).
- صدر أمر ملكي في 16/1/1406 هـ (30/9/1985 م) بتعيين الأستاذ حمد السياري محافظاً لمؤسسة النقد.
- صدر في 1/7/1407 هـ (1/3/1987 م) أمر ملكي بتشكيل لجنة في مؤسسة النقد من ثلاثة أشخاص من ذوي الاختصاص لدراسة القضايا بين البنوك وعملائها باسم لجنة تسوية المنازعات المصرفية.
- في 22/10/1408 هـ (6/6/1988 م) صدر أمر ملكي بتعيين الدكتور احمد بن عبد الله المالك نائباً للمحافظ.
- في رمضان 1410 هـ (أبريل 1990 م) أنشأت مؤسسة النقد شبكة المدفوعات السعودية (SPAN) بهدف تشجيع التعامل الإلكتروني مع النظام المصرفي.
- صدر أمر ملكي في 28/2/1416 هـ (26/7/1995 م) بتعيين الدكتور إبراهيم بن عبد العزيز العساف نائباً للمحافظ، وبقي معاليه في هذا المنصب حتى 25/5/1416 هـ (19/10/1995 م) حيث عين معاليه وزير دولة وعضو في مجلس الوزراء.
- صدر أمر ملكي في 22/6/1416 هـ (15/11/1995 م) بتعيين الدكتور محمد بن سليمان الجاسر نائباً للمحافظ.
- في 18/1/1418 هـ (14/5/1997 م) بدأ تشغيل النظام السعودي للتحويلات المالية السريعة المعروف باسم «سريع».
- في 21/7/1420 هـ (30/10/1999 م) صدر قرار وزير المالية الذي أوكل لمؤسسة النقد العربي السعودي مهمة الترخيص لشركات التأجير التمويلي وكذلك مراقبتها والإشراف عليها.
- أُسندت مهمة الإشراف على قطاع التأمين إلى مؤسسة النقد بموجب المرسوم الملكي الصادر بتاريخ 2/6/1424 هـ (31/7/2003 م) القاضي بالموافقة على نظام مراقبة شركات التأمين التعاوني.
- انتقل الإشراف على سوق الأسهم من مؤسسة النقد إلى هيئة السوق المالية اعتباراً من13/5/1425 هـ (1/7/2004 م) بعد صدور المرسوم الملكي بتكوين مجلس هيئة السوق المالية في 1/7/2004 م.
- في 19/8/1425 هـ (3/10/2004 م) تم البدء بتشغيل نظام سداد للمدفوعات، وهو نظام يعمل وسيطاً بين الجهات المفوترة والمصارف المحلية، مما يسهل ويسرع عملية الدفع الإلكتروني عبر جميع القنوات المصرفية بالمملكة، بما في ذلك أجهزة الصرف الآلي، والهاتف المصرفي، والإنترنت المصرفية.
- صدر أمر ملكي في 19/2/1430 هـ (14/2/2009) بتعيين الدكتور محمد بن سليمان الجاسر محافظاً لمؤسسة النقد اعتباراً من 3/3/1430 هـ (28/2/2009 م).
- صدر أمر ملكي في 9/9/1430 هـ (30/8/2009 م) بتعيين الدكتور عبد الرحمن بن عبد الله الحميدي نائباً للمحافظ.
- صدر أمر ملكي في 18/1/1433 ه (13/12/2011 م) بتعيين الدكتور فهد بن عبد الله المبارك محافظاً لمؤسسة النقد العربي السعودي.
- صدر أمر ملكي في 22/9/1435 هـ (20/7/2014) بتعيين الأستاذ عبد العزيز بن صالح الفريح نائباً للمحافظ على المرتبة الممتازة.
- صدر أمر ملكي في 1437/7/30هـ (2016/5/7م) بتعيين معالي الدكتور أحمد بن عبد الكريم الخليفي محافظاً لمؤسسة النقد العربي السعودي.
- صدر أمر ملكي في 1441/02/18هـ (2019/10/17م) بتعيين معالي الأستاذ أيمن بن محمد السياري نائباً لمحافظ مؤسسة النقد العربي السعودي.
- صدر مرسوم ملكي في تاريخ 1442/04/11هـ (2020/11/24م) بالموافقة على نظام البنك المركزي السعودي، وإحلال اسم «البنك المركزي السعودي» محل اسم «مؤسسة النقد العربي السعودي»، مع احتفاظ البنك المركزي السعودي باختصار (SAMA).
- صدر أمر ملكي في 1442/06/11هـ (2021/01/24م) بتعيين معالي الدكتور فهد بن عبد الله المبارك محافظاً للبنك المركزي السعودي.
- أعلنَ عن تعديل اسم مؤسسة النقد العربي السعودي ليصبح البنك المركزي السعودي في 24 نوفمبر سنة 2020 مع إبقاء التسمية الأولية الإنجليزية "SAMA" لأهميتها التاريخية ومكانتها المحلية والعالمية.[6][7]
- صدر أمر ملكي في 1443/12/04هـ (2022/07/03م) بتعيين معالي الأستاذ/ أيمن بن محمد السياري نائباً لمحافظ البنك المركزي السعودي للاستثمار والأبحاث.
- صدر أمر ملكي في 1443/12/04هـ (2022/07/03م) بتعيين معالي الدكتور/ خالد بن وليد الظاهر نائباً لمحافظ البنك المركزي السعودي للرقابة والتقنية.
- صدر أمر ملكي في 11 / 07 / 1444هـ (02 / 02 / 2023م) بتعيين معالي الأستاذ/ أيمن بن محمد السياري محافظاً للبنك المركزي السعودي.
- انتقلت الاختصاصات المتعلقة بالإشراف والرقابة على قطاع التأمين إلى هيئة التأمين ابتداءً من 1445/05/09هـ الموافق 2023/11/23م، بناءً على قرار مجلس الوزراء الصادر بتاريخ 1445/01/28هـ الموافق 2023/08/15م.

## مهام البنك المركزي السعودي
- إصدار وإدارة العملة.
- وضع وتنفيذ السياسات النقدية وسياسات الاستقرار المالي.
- تنظيم القطاعات المالية والإشراف عليها.
- إدارة احتياطيات النقد الأجنبي.
- العمل على توفير أنظمة مدفوعات مبتكرة وضمان أمنها.
- تقديم الخدمات المصرفية للحكومة.
- جمع وتوفير البيانات المالية والنقدية، وإجراء التحليلات والأبحاث الاقتصادية.[8][9]

### علاقات البنك المركزي السعودي مع المنظمات والهيئات الإقليمية والدولية
يشـــارك البنك المركزي السعودي بفاعلية في اجتماعات العديد مـــن المنظمات والهيئات الماليـــة الإقليمية والدوليـــة بالإضافة إلى اللجـــان الفنية وفرق العمـــل التابعـــة لتلك المنظمات، مثل:
- صندوق النقد الدولي.
- مجموعة البنك الدولي.
- مجموعة العشرين.
- بنك التسويات الدولية.
- مجلس الاستقرار المالي.
- مجموعة العمل المالي.
- مجموعة العمل المالي في الشرق الأوسط وشمال أفريقيا.
- الهيئة الدولية لمشرفي التأمين.
- مجلس الخدمات المالية الإسلامية.
- هيئة المحاسبة والمراجعة للمؤسسات المالية الإسلامية.
- المجلس النقدي الخليجي.
- صندوق النقد العربي.
- مجموعة البنك الإسلامي للتنمية.
- الهيئة الدولية لضامني الودائع.

## إصدارات العملة السعودية

### الإصدار الأول
طرح أول إصدار نقدي ورقي رسمي وذلك في عام 1379هـ في عهد الملك سعود بن عبد العزيز آل سعود وكان يشمل على خمس فئات هي: فئة المئة ريال، والخمسين ريالًا، والعشرة ريالات، والخمسة ريالات، والريال الواحد.

### الإصدار الثاني
طرح ثاني إصدار من النقود الورقية في التداول في السعودية بتاريخ 1387هـ في عهد الملك فيصل بن عبد العزيز آل سعود، وكان يشمل خمسة فئات وهي: المئة ريال، والخمسين ريالًا، والعشرة ريالات، والخمسة ريالات، والريال الواحد.

### الإصدار الثالث
طرح الإصدار الثالث من النقود الورقية في التداول عام 1396هـ، في عهد الملك خالد بن عبد العزيز آل سعود وكان يشمل خمس فئات وهي: المئة ريال، والخمسين ريال، والعشرة ريالات، والخمسة ريالات، والريال الواحد.

### الإصدار الرابع
طرح الإصدار الرابع من النقود الورقية في التداول في عام 1404هـ، في عهد الملك فهد بن عبد العزيز آل سعود، وأضيف إلى هذا الإصدار فئة الخمس مئة ريال لأول مرة إلى فئات النقد السعودي، بالإضافة إلى فئات المئة ريال، والخمسين ريالًا، والعشرة ريالات، والخمسة ريالات، والريال الواحد.

### الإصدار الخامس
طرح الإصدار الخامس من العملات الورقية في التداول عام 1428هـ، في عهد الملك عبد الله بن عبد العزيز آل سعود، حيث تم البدء بطرح فئة المئة ريال، والخمسين ريال، ثم طرح فئة العشرة ريالات وفئة الخمسة ريالات، وطرح بعد ذلك فئة الخمس مئة ريال، وبعدها فئة الريال الواحد، ويتم الآن تداول هذه الفئات مع الأوراق النقدية المتداولة حاليًا بجميع فئاتها بصفتها عملة رسمية.

### الإصدار السادس
طرح الإصدار السادس من العملات الورقية في التداول عام 1438هـ في عهد الملك سلمان بن عبد العزيز آل سعود، ويشمل الإصدار خمس فئات نقدية وهي: فئة المئة ريال، والخمس مئة ريال، والخمسين ريالًا، والعشرين ريالًا، والعشرة ريالات، الورقة النقدية من فئة الخمسة ريالات، إضافة إلى ذلك تم إصدار عدد من العملات المعدنية وتشمل فئة الريال والريالين المعدنية، وفئة الخمسون هللة والخمس وعشرون هللة، إضافة لفئة العشر هللات وفئة الخمس هللات، وفئة الهللة الواحدة.

### إصدار رمز الريال السعودي

رمز الريال السعودي الرسمي

التصميم الهندسي بمعاييره الدقيقة لهيئة رمز الريال السعودي

أصدر البنك المركزي السعودي رمز الريال السعودي في 20 فبراير 2025 الموافق 21 شعبان 1446هـ في عهد الملك سلمان بن عبد العزيز آل سعود، وعملت عليه لجنة مكونة من جهات الاختصاص وهي البنك المركزي السعودي، وزارة الثقافة، وزارة الإعلام، الهيئة السعودية للمواصفات والمقاييس والجودة، كما أصدر البنك المركزي السعودي إرشادات وقواعد لاستعماله ونموذجًا للتصميم الهندسي بمعايير دقيقة لضبط هيئة الرمز.

## أنظمة المدفوعات
يعمل البنك المركزي السعودي منذ أكثر من عشرين عاما على إدارة أنظمة متعددة في نظم المدفوعات المصرفية ومن هذه الأنظمة: النظام السعودي للتحويلات المالية السريعة (سريع)، وشبكة المدفوعات السعودية (مدى)، ونظام سداد للمدفوعات، وتهدف هذه الأنظمة إلى ربط جميع البنوك وأجهزة الصرف الآلي والجهات ذات العلاقة بشبكة واحدة بشكل آمن وفعال.

### النظام السعودي للتحويلات المالية السريعة (سريع)
هو نظام يُعنى بالمدفوعات والتسويات البنكية إلكترونيًا، تم تشغيلة في 1418هـ، ومن الخدمات التي يقدمها نظام سريع: خدمة التحويلات المصرفية، وخدمة إيداع الرواتب الشهرية، وخدمة الحسم المباشر.

## محافظو البنك

### مؤسسة النقد العربي السعودي
1. جورج بلورز (15 محرم 1372 هـ - 23 صفر 1374 هـ)
2. رالف ستانديش (23 صفر 1374 هـ – 1 ربيع الأول 1378 هـ)
3. أنور علي (1 ربيع الأول 1378 هـ - 12 ذو القعدة 1394 هـ)
4. أ. عبد العزيز القريشي (12 ذو القعدة 1394 هـ - 14 جمادى الثانية 1403 هـ): ظل المنصب شاغرا من 14 جمادى الثانية 1403 هـ إلى 1405 هـ

1. أ. حمد بن سعود السياري (16 محرم 1406 هـ - 19 صفر 1430 هـ)
2. د. محمد بن سليمان الجاسر (19 صفر 1430 هـ - 18 محرم 1433 هـ)
3. د. فهد بن عبد الله المبارك (18 محرم 1433 هـ - 30 رجب 1437 هـ)
4. د. أحمد بن عبد الكريم الخليفي (30 رجب 1437 هـ - 9 ربيع الثاني 1442 هـ)

### البنك المركزي السعودي
1. د. أحمد بن عبد الكريم الخليفي (9 ربيع الثاني - 11 جمادى الثانية 1442 هـ)
2. د. فهد بن عبد الله المبارك (11 جمادى الثانية 1442 هـ -11 رجب 1444هـ)
3. أيمن بن محمد السياري (11 رجب 1444هـ - إلى الآن).[4]

## نواب محافظو البنك

### مؤسسة النقد العربي السعودي
1. أ. راسم الخالدي (15 محرم 1372 هـ - 10 محرم 1374 هـ)
2. رالف ستانديش (10 محرم - 23 صفر 1374 هـ)
3. معتوق حسنين (23 صفر 1374 هـ - 1 ربيع الأول 1378 هـ)
4. أ. عابد محمد صالح شيخ (1 ربيع الأول 1378 هـ - 4 ذو الحجة 1382 هـ)
5. جنيد عبد القادر باجنيد (4 ذو الحجة 1382 هـ - 2 شعبان 1392 هـ)
6. أ. خالد القصيبي (2 شعبان 1392 هـ – 9 جمادى الأولى 1400 هـ)
7. أ. حمد بن سعود السياري (9 جمادى الأولى 1400 هـ - 16 جمادى الأولى 1405 هـ): ظل المنصب شاغرا من 16 جمادى الأولى 1405 هـ إلى 22 شوال 1408 هـ
8. د. أحمد بن عبد الله المالك (22 شوال 1408 هـ - 28 صفر 1416 هـ)
9. وزير الدولة وعضو مجلس الوزراء د. إبراهيم بن عبد العزيز العساف (28 صفر - 25 جمادى الأولى 1416 هـ)
10. د. محمد بن سليمان الجاسر (25 جمادى الأولى 1416 هـ (بالإنابة) 22 جمادى الثانية 1416 (فعلياً) - 19 صفر 1430 هـ): ظل المنصب شاغرا من 19 صفر إلى 9 رمضان 1430 هـ
11. د. عبد الرحمن بن عبد الله الحميدي (9 رمضان 1430 هـ - 1434 هـ): ظل المنصب شاغرا من 1434 هـ إلى 23 رمضان 1435 هـ
12. أ. عبد العزيز بن صالح الفريح (23 رمضان 1435 هـ - 1439 هـ): ظل المنصب شاغرا من 1439 هـ إلى 18 صفر 1441 هـ
13. أ. أيمن بن محمد السياري (18 صفر 1441 هـ - 9 ربيع الثاني 1442 هـ)[20]

### البنك المركزي السعودي
1. أ. أيمن بن محمد السياري (9 ربيع الثاني 1442 هـ - 11 رجب 1444هـ)

## تطبيقات ومنصات

### تطبيق مالي
في عام 2021م أطلق البنك المركزي السعودي تطبيق «مالي» كإحدى الأدوات التعليمية الفريدة في المملكة، لتعزيز الوعي والتمكين المالي للأطفال، وإعداد جيل مثقف مالياً، يعي ويدرك أهمية المال، وضرورة الحفاظ عليه.
ويستهدف التطبيق فئة الأطفال من عمر 8 سنوات حتى 12 سنة، حيث يساعد في إكسابهم المهارات اللازمة لإدارة مواردهم المالية على الوجه الصحيح، بعيداً عن الممارسات الخاطئة في التعامل مع المال، مع التركيز على إكسابهم المعارف والإتجاهات الصحيحة المتعلقة بالثقافة المالية، إلى جانب توضيح المفاهيم الإقتصادية لهذه الفئة من خلال التعرف على مصادر الدخل، ومسارات صرف المال، وترتيب أولويات النفقات، والتعرف على مفهوم التخطيط والشراء، وأهمية الإدخار عن طريق محاكاة التطبيق لواقع الطفل ومواقفه التي يتعرض لها في حياته اليومية، ويكون فيها بحاجة إلى معرفة طرق التعامل السليمة مع المال، مع مراعاة أخلاقيات المعاملات المالية.

### منصة نقد
في 14 يوليو 2024م أعلن البنك المركزي السعودي عن إطلاق منصة الخدمات المصرفية الحكومية «نقد» بهدف تسهيل وصول الجهات الحكومية إلى حساباتها لدى البنك المركزي بسهولة.

## برنامج التعليم المهني
في سبتمبر 2022م تم إطلاق برنامج التعليم المهني بهدف المساهمة في دعم صناعة الخدمات المالية في المملكة، من خلال بناء كوادر وطنية للمستقبل، ويستخدم البرنامج منهجيات وأساليب تعليم متنوعة؛ لإكساب المرشحين المهارات العملية والمعرفية لتعزيز فرص التوظيف.
حيث يتبنى البرنامج منهج التعليم الديناميكي المدمج المتضمن نظام التدوير الإداري، والتدريب لتنمية المهارات السلوكية والفنية، والعمل على مشاريع جماعية، والتعليم التفاعلي، والتوجيه والتقييم المستمر، ليتم بنهاية البرنامج تقديم عروض فنية متخصصة، والحصول على شهادات تدريبية.

## معمل المصرفية المفتوحة
تم إصدار المعمل في نوفمبر 2022م، ويُعد معمل المصرفية المفتوحة أحد أهم الممكنات التقنية لمنظومة المصرفية المفتوحة في المملكة، ويهدف المعمل إلى تمكين الابتكار وتسريع تطوير خدمات المصرفية المفتوحة في المملكة، ويوفر المعمل بيئة تقنية اختبارية؛ لتمكين البنوك وشركات التقنية المالية من تطوير واختبار وتصريح خدمات المصرفية المفتوحة؛ لضمان التوافقية مع الإطار التنظيمي للمصرفية المفتوحة.

## الخدمات
في 9 مايو 2024م أطلق البنك المركزي السعودي (ساما) خدمة «استعراض حساباتي البنكية» للعملاء الأفراد في البنوك المحلية.

## وصلات خارجية
- SAMA Official Website
- Encyclopædia Britannica
- SAMA SWFI Profile